# Li Wenquan
Li Wenquan (Quancim, 18 de janeiro de 1986) é um arqueiro chinês, medalhista olímpico.

## Carreira
Li Wenquan representou seu país nos Jogos Olímpicos de 2008, ganhando a medalha de bronze por equipes em 2008.